# Olszak (Berg)
Der Olszak (deutsch Birkberg) bildet den Gipfel des kleinsten Massivs des Oppagebirges.

## Topographie
Das Massiv des Olszak erhebt sich oberhalb von Pokrzywna (Wildgrund). An den Gipfeln Kreuzberg und Birkberg befinden sich alte Steinbrüche. Teile des Bergs stehen als Waldreservat Olszak auf einer Fläche von 24 Hektar unter Naturschutz. Der Kreuzberg ist durch den steilen Sommerlehne-Hang bekannt, auf dem sich die Ochsensteine befinden.
Der Weisenstein bildete 1567 die Grenze zwischen den Herzogtümern Neiße und Oppeln, später zwischen den Landkreisen Landkreis Neisse und Neustadt.

## Nachweise
Łukasz Malkusz: Hinauf und hinunter. Abgerufen am 25. September 2021.